# Corona de Tucson, Arizona
Corona de Tucson, gradić u Arizoni smješten u području pustinje Sonora u okrugu Pima, 813 stanovnika (2000). 

## Stanovništvo
Na području grada 2000. godine popisano je čak nekoliko desetina narodnosti (51), od kojih su najbrojniji Englezi 183, Nijemci 103, Irci 77, Angloamerikanci 58, Norvežani 49, Šveđani 38, Angloaustralci (28), Nizozemci (28), Irski Škoti (23) kojih se od 1717. pa negdje do 1776. naselilo između 200,000 i 250,000 u Sjevernoj Americi, te po manje od 20 Francuzi (14), Poljaci (14), Rumunji (10), Slovaci (6), Anglokanađani (7), Frankokanađani (13), Austrijanci (4), Talijani (3), Škoti (9) i   pripadnici još tridesetdviju ostalih etničkig skupina.

## Vanjske poveznice
- Corona de Tucson, AZ